# 濱海彎貝介
濱海彎貝介（学名：Loxoconcha binhaiensis）为彎貝介科彎貝介屬下的一个种。